# Дрогинино
Дроги́нино (Драгинино) — деревня в Ельнинском районе Смоленской области России. Входит в состав Леонидовского сельского поселения.
Население — 1 житель (2007 год)

## География
Расположена в юго-восточной части области в 4 км к северо- западу от города Ельня, в 6,5 км севернее автодороги Р96 Новоалександровский(А101)- Спас-Деменск — Ельня — Починок, в 3,5 км к западу от автодороги Р137 Сафоново — Рославль. В 4 км южнее деревни железнодорожная станция Дёмщино на линии Смоленск — Сухиничи.

## История
В прошлом деревня Богородицкой волости Ельнинского уезда.

## Известные люди
- 3 октября 1912 года в деревне родился Герой Социалистического Труда Григорий Григорьевич Полющенков.